# 王治权
王治权（1945年9月-），中华人民共和国政治人物、外交官。
1964年至1968年，在北京外国语学院西班牙语系学习。1968年至1990年，先后在解放军4585部队、广东轻工业品进出口分公司、广东省外贸局、驻阿根廷使馆商务处、外贸部、经贸部、驻哥伦比亚使馆商务处、驻乌拉圭使馆工作。1990年至1994任经贸部、外经贸部美洲大洋洲司副司长。1994年至2001年任外经贸部美洲大洋洲司司长。2001年，接替王成家，担任中华人民共和国驻古巴大使。2004年，由李连甫接任。2004年至2005年任驻特立尼达和多巴哥共和国特命全权大使。2005年12月退休。
2010年9月任商务部中国国际经济合作学会会长, 2012年9月起任顾问。